# Montain des Écureaux
La Montain des Écureaux (littéralement « montagne des Écureuils » en vieux français acadien, en anglais : Squirrel Mountain) est un sommet du plateau du Cap-Breton, en Nouvelle-Écosse (Canada).
Elle s'élève à 420 mètres d'altitude. Elle s'étend au sud-est de Chéticamp et à l'est de Saint-Joseph-du-Moine. Elle est bordée au nord par la Montagne Noire et à l'est par la rivière Margaree Nord-Est.